# Криволапов, Григорий Архипович

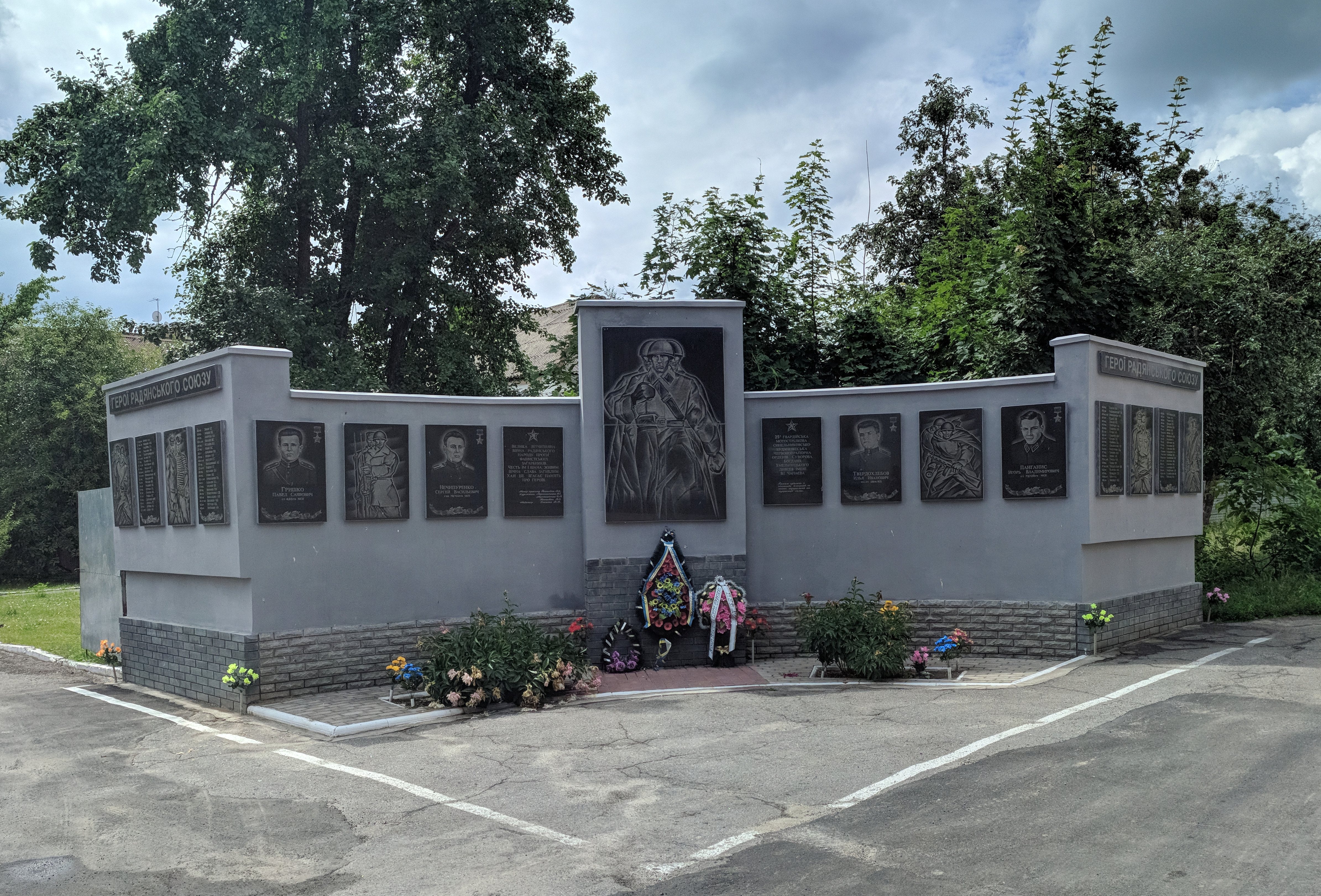
Памятный знак воинам 25-й гвардейской стрелковой дивизии, Лубны, Полтавская область, Украина.

Григорий Архипович Криволапов (18 января 1898, Давыдовка, Тобольская губерния — 2 февраля 1982, Курган) — советский военачальник, участник Гражданской и Советско-финляндской войны, похода в Бессарабию и Северную Буковину, командир ряда дивизий в Великой Отечественной войне, Герой Советского Союза (19.03.1944). Гвардии генерал-майор (1.09.1943).

## Биография
Григорий Криволапов родился 18 января 1898 года в крестьянской семье в селе Давыдовка Давыдовской волости Курганского уезда Тобольской губернии, ныне село входит в Притобольный муниципальный округ Курганской области.
Окончил церковно-приходскую школу. С 1914 года проживал в Кургане, работал слесарем на турбинном заводе С. А. Балакшина.
Окончил железнодорожную школу и работал помощником машиниста в паровозном депо станции Курган на Омской железной дороге.

### Первая мировая и гражданская войны
В 1916 году был призван в ряды Русской императорской армии. Окончил учебную команду 34-го Сибирского запасного полка. В апреле 1917 года как железнодорожник старший унтер-офицер Криволапов был демобилизован.
Вернулся в Курган. 23 мая (5 июня)  1917 года окончил курсы при Омских Главных мастерских Омской железной дороги. 12 февраля 1918 года получил удостоверение на право работать помощником машиниста, работал в паровозном депо станции Курган.
Участник Гражданской войны. Когда в июне 1918 года начался мятеж Чехословацкого корпуса и чехи захватили Курган, Григорий Криволапов ушёл в красный партизанский отряд им. Дашкова. Воевал в нём полтора года сначала против чехов, а затем против Русской армии адмирала А. В. Колчака. В ноябре 1919 года в селе Крутиха Тобольской губернии отряд соединился с наступавшей Рабоче-крестьянской Красной Армией и в полном составе был включен в 270-й Белорецкий стрелковый полк 30-й стрелковой дивизии 5-й армии Восточного фронта. В её рядах участвовал в Петропавловской, Омской, Новониколаевской и Красноярской операциях, а затем в боях против остатков белых войск в Енисейской губернии. Командовал взводом и ротой.
Осенью 1920 года с дивизией был переброшен на Южный фронт, где участвовал в Северно-Таврийской операции против Русской армии генерала П. Н. Врангеля. В одном из боёв под Мелитополем был захвачен в плен частями конного корпуса генерала И. Г. Барбовича, но через несколько часов отбит частями Первой Конной армии С. М. Будённого. В ноябре в ходе Перекопско-Чонгарской операции при форсировании Сиваша Криволапов был ранен. После выздоровления в начале 1921 года принимал участие в боевых действиях против отрядов Н. Махно уже в должности командира батальона.

### Межвоенное время
С 1921 года учился на повторных командных курсах высшего и старшего комсостава в Харькове, которые окончил в 1922 году. Возвращён для продолжения службы в 30-ю Иркутскую стрелковую дивизию имени ВЦИК, которая после окончания Гражданской войны вошла в Украинский военный округ: командир роты, помощник командира батальона, с февраля 1930 — помощник начальника полковой школы 90-го стрелкового полка.
С марта 1933 года служил помощником командира по строевой части 7-го стрелкового полка 3-й Крымской стрелковой дивизии (Севастополь). С мая 1938 — командир 8-го стрелкового полка, с апреля 1939 — командир 70-го стрелкового полка этой дивизии (Феодосия).
С июля 1939 — начальник 1-го отделения отдела боевой подготовки штаба Харьковского военного округа.
В августе 1939 года был назначен на должность командира 248-го стрелкового полка Донбасской стрелковой дивизии и сформировал 427-й горнострелковый полк 192-й горнострелковой дивизии 13-го стрелкового корпуса 12-й армии. По завершении формирования вместе с дивизией убыл в город Самбор Дрогобычской области Украинской ССР
Участник Советско-финляндской войны.
Принимал участие в операции по вводу войск РККА в Бессарабию и Северную Буковину.

### Великая Отечественная война
С июня 1941 года принимал участие в Великой Отечественной войне. Участвовал в Львовско-Черновицкой и Киевской оборонительных операциях. В бою 27 июля был тяжело ранен в ногу и попал в окружение. В суматохе тех дней считался пропавшим без вести и даже был исключен из списков Красной Армии по этой причине. Эту ошибку исправили только в 1944 году, когда Криволапов был уже генералом и стал Героем Советского Союза. До ноября 1941 года находится в госпиталях. В 1941 году за умелое руководство боевыми действиями полка и личное мужество награждён орденом Красной Звезды. 
19 ноября 1941 года был назначен на должность заместителя командира 85-й отдельной морской стрелковой бригады в Масельской оперативной группе Карельского фронта, с апреля 1942 года — командир 61-й морской стрелковой бригады в составе 32-й и 26-й армий Карельского фронта. С октября 1942 года — командир 263-й стрелковой дивизии 26-й армии Карельского фронта. Участвовал в обороне Карелии. В январе 1943 года дивизия была переброшена на юг, передана в 4-й гвардейский стрелковый корпус 6-й армии Юго-Западного фронта, в составе которого участвовала в Харьковской наступательной и Харьковской оборонительной операциях зимы и начала весны 1943 года. 10 июля 1943 года был вторично тяжело ранен.
В 1943 году вступил в ВКП(б), с 1952 года партия переименована в КПСС.
23 сентября 1943 года только что получивший воинское звание «генерал-майор» Григорий Архипович Криволапов был назначен на должность командира 25-й гвардейской стрелковой дивизии (96-й гвардейский стрелковый корпус, 6-я армия, Юго-Западный фронт). Проявил отличные боевые качества и мужество в Донбасской наступательной операции и в битве за Днепр. Под его командованием дивизия разгромила группировку противника в районе Синельниково (Днепропетровская область), и 23 сентября 1943 года вышла к Днепру. В ночь на 26 сентября 1943 года дивизия форсировала Днепр у села Войсковое (Солонянский район, Днепропетровская область). В последующие дни на дивизию обрушились десятки немецких контратак, но они не только все были отражены, но и значительно расширен занятый плацдарм. В этих боях воины дивизии уничтожили и захватили в плен до 8 200 солдат и офицеров врага, до 40 артиллерийских орудий и много иного вооружения. За эти бои 25-я гвардейская стрелковая дивизия была награждена орденом Богдана Хмельницкого.
Указом Президиума Верховного Совета СССР от 19 марта 1944 года за успешные действия дивизии во время форсирования Днепра, захват и удержание плацдарма на правом берегу реки, за личный героизм и мужество, проявленное в этих боях, гвардии генерал-майору Григорию Архиповичу Криволапову присвоено звание Героя Советского Союза с вручением ордена Ленина и медали «Золотая Звезда» (№ 2514).
В последующие месяцы в составе 2-го и 3-го Украинских фронтов дивизия генерала Криволапова успешно действовала в Корсунь-Шевченковской, Уманско-Ботошанской, Ясско-Кишиневской, Бухарестко-Арадской наступательных операциях. В годы Великой Отечественной войны Г. Криволапов был трижды ранен.
В ноябре 1944 года его направили не учёбу, в июне 1945 года он окончил курсы усовершенствования высшего начсостава при Высшей военной академии имени К. Е. Ворошилова и получил новое назначение.
С 8 июля 1945 года генерал-майор Криволапов командовал 110-й гвардейской стрелковой дивизией 53-й армии Забайкальского фронта. Принимал участие в советско-японской войне. Дивизия под его командованием принимала участие в Хингано-Мукденской наступательной операции, в ходе которой совершила марш через пустыни Монголии, хребет Большой Хинган и реку Ляохэ. В сентябре 1945 года дивизия за боевые заслуги была удостоена почётного наименования «Хинганская».

### Послевоенная карьера
Продолжал командовать этой дивизией в Восточно-Сибирском военном округе. В августе 1946 года в связи с сокращением Вооружённых Сил СССР она была переформирована в 16-ю гвардейскую стрелковую бригаду, а генерал Криволапов оставлен её командиром. 10 октября 1946 года уволен в запас.
С 1947 по 1974 год жил в городе Джамбул Казахской ССР на улице Артиллерийской. Затем жил в Кургане.
Григорий Архипович Криволапов умер 2 февраля 1982 года. Похоронен на Новом Рябковском кладбище города Кургана Курганской области, на центральной аллее кладбища.

## Награды
- Герой Советского Союза, 19 марта 1944 года[6]
  - Орден Ленина
  - Медаль «Золотая Звезда» № 2514
- Орден Ленина, 21 февраля 1945 года[7]
- Орден Красного Знамени — пять раз: 26 октября 1943 года[8], 8 октября 1944 года[9], 3 ноября 1944 года[10], 8 сентября 1945 года[11][12], ?[13].
- Орден Кутузова II степени, за успешное командование дивизией в Хингано-Мукденской наступательной операции в советско-японской войне 1945 года[14]
- Орден Красной Звезды, 22 февраля 1941 года
- Медали, в том числе:
  - Медаль «В ознаменование 100-летия со дня рождения Владимира Ильича Ленина»
  - Медаль «За победу над Германией в Великой Отечественной войне 1941—1945 гг.»
  - Медаль «За победу над Японией», 26 мая 1946 года[15]
  - Юбилейная медаль «XX лет Рабоче-Крестьянской Красной Армии»
- Орден Тудора Владимиреску IV степени, Румыния, за большой вклад в освобождение страны
- Медаль «25 лет освобождения Родины» (нем. Medaille zum 25. Jahrestag des befreiten Vaterlandes), Румыния

## Память
- В городе Кургане в 1985 году улица Транспортная переименована в улицу Криволапова[16];
- В городе Кургане на здании детского сада № 121 «Ромашка» установлена аннотационная доска, ул. Криволапова, 54 — 55°25′52″ с. ш. 65°19′07″ в. д.HGЯO[17].
- В городе Кургане установлена аннотационная доска, ул. Пушкина, 20 — 55°25′52″ с. ш. 65°19′05″ в. д.HGЯO
- В городе Кургане на доме, в котором жил Г. А. Криволапов установлена мемориальная доска, ул. Краснодонская, 2 — 55°25′19″ с. ш. 65°15′10″ в. д.HGЯO[18].
- В городе Кургане на здании школы № 30, в которой учился, установлена мемориальная доска, обновлена в мае 2016 года, ул. Станционная, 26 — 55°26′31″ с. ш. 65°19′36″ в. д.HGЯO[19][20].
- Мемориальная доска, Курганская область, Притобольный муниципальный округ, село Давыдовка, ул. Школьная, 18 — 54°55′42″ с. ш. 65°23′16″ в. д.HGЯO
- Упомянут на памятном знаке воинам 25-й гвардейской стрелковой дивизии, Украина, Полтавская область, город Лубны, ул. Монастырская, 71 — 50°01′18″ с. ш. 33°00′38″ в. д.HGЯO[21].

## Семья
Жена Дарья Михайловна, в годы Великой Отечественной войны проживала в городе Кургане.